# Doudou Diop
Pour les articles homonymes, voir Doudou Diop (militaire) et Diop.
Doudou Diop, né en 1920  est l'un des précurseurs de la photographie au Sénégal dans les années 1950.

## Biographie
D'abord comptable dans l'armée coloniale, il y découvre la photographie. À la fin de l'année 1952, il reçoit en cadeau un appareil photographique et un agrandisseur.
Il ouvre son studio à Saint-Louis, dans le quartier de Sor, et le nomme « Studio Diop ». Il utilise d'abord des Rolleiflex, puis un Yashica, un appareil japonais.

## Réalisations
Jusque dans les années 1980, il réalise notamment des portraits de femmes à Saint-Louis « où l'élégance et le goût pour la représentation ne sont pas de vains mots » et où l'« on aime se faire photographier ».
Comme Meïssa Gaye, il lui arrive de retoucher délicatement ses images, de les colorier à la main, afin de repousser les limites des capacités techniques de son appareil.